# Paul Lannoye
Paul A.A.J.G. Lannoye (ur. 22 czerwca 1939 w Sprimoncie, zm. 4 grudnia 2021) – belgijski i waloński polityk, współzałożyciel partii zielonych Ecolo, w latach 1989–2004 eurodeputowany trzech kadencji.

## Życiorys
Uzyskał w 1973 doktorat w zakresie astrofizyki na Université Libre de Bruxelles. Od 1962 pozostawał pracownikiem naukowym na tej uczelni, m.in. w instytucie fizyki. Od 1979 do 1986 był badaczem na katolickiej uczelni FUNDP.
W 1980 znalazł się wśród założycieli Ecolo, do 1983 i ponownie w latach 1985–1988 pełnił funkcję sekretarza krajowego i rzecznika prasowego tej partii. W okresie 1982–1988 zasiadał w radzie miejskiej w Namurze, a następnie przez rok w parlamencie federalnym Belgii.
W latach 1989–2004 z ramienia Ecolo sprawował mandat posła do Parlamentu Europejskiego III, IV i V kadencji. Był członkiem grupy zielonych (jako jej przewodniczący w latach 1990–1994), następnie grupy zielonych i regionalistów (jako jej przewodniczący w latach 1999–2002). Pracował m.in. w Komisji Rozwoju i Współpracy. Wycofał się następnie z działalności politycznej, należał do założycieli organizacji ekologicznej GRAPPE.